# 毛楔翅藤
毛楔翅藤（学名：Sphenodesme mollis），为马鞭草科楔翅藤属下的一个种。其种加词“mollis ”意为“柔软的”。